# تپه اروک
تپه اروک مربوط به هزاره سوم قبل از میلاد است و در شهرستان گناباد، بخش مرکزی، روستای اروک واقع شده و این اثر در تاریخ ۱۲ بهمن ۱۳۸۱ با شمارهٔ ثبت ۷۴۸۱ به‌عنوان یکی از آثار ملی ایران به ثبت رسیده است.